# Presqu'île de l'Ilal
Presqu'île de l'Ilal, schiereiland Ilal, is een natuurgebied bij Ternaaien (Lanaye), in de gemeente Eijsden-Margraten aan de Maas ten noordwesten van Oost-Maarland op de grens van België en Nederland. Het maakt als natuurgebied deel uit van de Eijsder Beemden.

## Geschiedenis
Op grond van het Verdrag van Londen van 1839 hoorde dit gebied, dat indertijd aan de westzijde (Belgische kant) van de Maas lag, bij het Koninkrijk België. Door het rechttrekken van de Maas tussen 1970 en 1979 is Ilal een schiereiland geworden aan de oostkant van de Maas, geïsoleerd van België omdat er geen brug over de Maas tussen het Belgische Ternaaien en het Nederlandse Eijsden bestaat. Het zelfde geldt voor het kleinere zuidelijker gelegen Presqu'île d'Eijsden (bij de haven van Eijsden) en het omgekeerde voor het hiertussen gelegen Petit-Gravier (bij de sluis en het kanaal van Ternaaien). In 2016 hebben vertegenwoordigers van de Belgische (Waalse) en Nederlandse overheden afgesproken om de grens te wijzigen zodat deze drie gebieden worden uitgeruild tussen enerzijds Wezet (België) en anderzijds Eijsden-Margraten (Nederland). Op 1 januari 2018 werd de grens officieel gecorrigeerd.

## Trivia

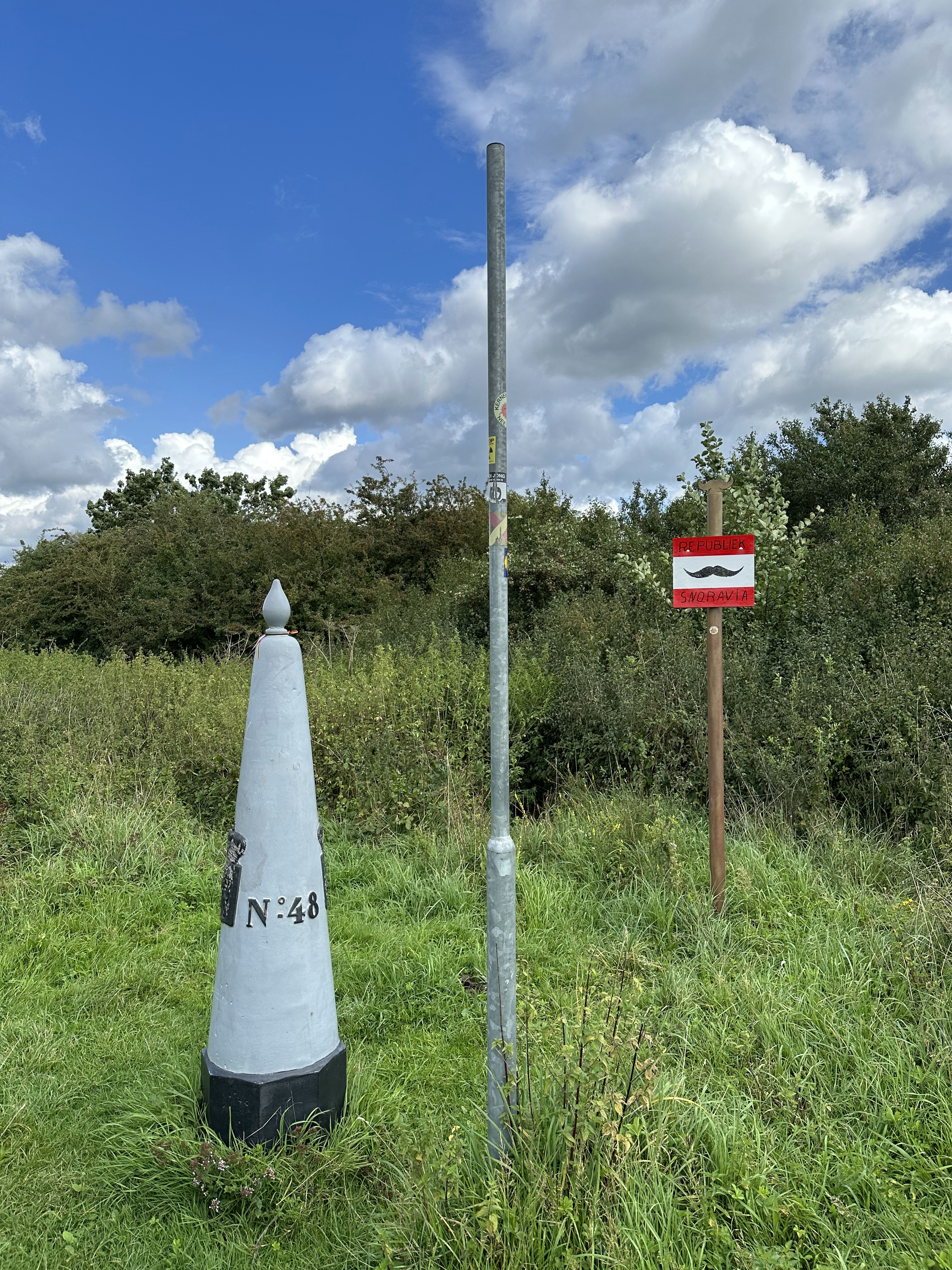
Het bord van Republiek Snoravia naast de grenspaal aan het begin van het schiereiland.

De Snorrenclub Antwerpen riep het schiereiland uit tot Republiek Snoravia en houdt er jaarlijks een bijeenkomst. Toen het schiereiland overgedragen werd aan Nederland verzekerde gouverneur Theo Bovens (zelf snordrager) dat de Snorrenclub welkom blijft, waarna hij in 2023 werd benoemd tot snor van het jaar.